# New York-New York Hotel & Casino
A New York-New York Hotel & Casino egy kaszinószálloda a Las Vegas Stripen, Paradise városában, Nevadában, az Egyesült Államokban. A Vici Properties tulajdonában van, és az MGM Resorts International működteti. A szálloda építészete és egyéb részletei New York városát idézik. Az épületben több híres városi nevezetesség kicsinyített mása is megtalálható, például a Szabadság-szobor. A hotelszárny egyes felhőkarcolókat mintáz, legmagasabb épülete pedig az Empire State Building 47 emeletes, 161 méter magas másolata. Ez a torony volt Nevada legmagasabb épülete egészen 2005-ig, amikor megnyílt a Wynn Las Vegas. A szállodához tartozik a Big Apple Coaster hullámvasút, amely körbefut a hotel körül. A kaszinó területe 4809 négyzetméter, míg a szálloda 2024 szobával rendelkezik.
A kivitelezés 1995 márciusában indult, és a komplexum megépítése 460 millió dollárba került. 1997. január 3-án nyitotta meg kapuit, az MGM és a Primadonna Resorts közös vállalkozásaként. Két évvel később, 1999-ben az MGM megvásárolta a Primadonna részesedését. A 2001. szeptember 11-ei terrortámadások után spontán emlékhely alakult ki a Szabadság-szobor előtt, melynek hivatalos emlékműve 2003-ban készült el, de azt tíz év múlva a homlokzat felújításakor eltávolították. 2014-ben a felújítás részeként Hershey’s Chocolate World is megnyílt. A szálloda számos előadónak és műsornak adott otthont, például Rita Rudner humoristának 2001 és 2006 között, valamint a Zumanity nevű előadásnak, amely 2003 és 2020 között volt látható.

## Története
A Tropicana és a Las Vegas Boulevard északnyugati sarkán fekvő 18 hektáros terület kiváló helyszínnek számított a fejlesztések számára, mivel közel volt az MGM Grandhoz, az Excaliburhoz és a Tropicanához. Ezt a területet eredetileg a japán Universal Distributing birtokolta, és tárgyalt egy közös hotel-kaszinó projekt kapcsán a Promus Companies-szel, de megállapodás nem született. 1992-ben Kirk Kerkorian Tracinda Corporation cége 31,5 millió dollárért megvásárolta a telket, majd két évre ingyenes vételi opciót kínált az általa 76%-ban tulajdonolt MGM Grand Inc.-nek.
A New York-i felhőkarcolók hangulatát idéző kaszinó ötlete Sig Rogichtól, a korábbi Fehér Ház-munkatárstól és volt amerikai izlandi nagykövettől, valamint Mark Adventtól származott. Rogich megosztotta az elképzelést barátjával, Gary Primm-mel, a Primadonna Resorts vezetőjével. 1994-ben Primm bemutatta az ötletet az MGM elnökének, Bob Maxey-nek, aki támogatta a vállalkozást, így létrejött a két cég közös projektje. Az építkezés 1995. március 30-án indult. A területet korábban részben a Lone Palm Motel és a Rodeway Inn foglalta el.
Az üdülő megnyitását eredetileg 1996. december 15-re tervezték, de a nyitás majdnem három héttel később történt meg. A médiaszervezetek és pénzügyi elemzők előzetes bejárási kérelmeit a titoktartás érdekében elutasították a megnyitó előtt. A 460 millió dolláros beruházással elkészült New York-New York 1997. január 3-án, hajnali 00:30-kor nyitotta meg kapuit. A megnyitó előtti estélyen tűzijátékkal és 3000 meghívott vendéggel ünnepeltek, akik között versenytárs kaszinóvezetők és hírességek is részt vettek.
A szálloda éttermeit és a szobaszervizt az alvállalkozó ARK Restaurants Corporation menedzselte, amely nem szakszervezeti tagokat alkalmazott. 1997-ben a dolgozók elkezdtek törekedni arra, hogy belépjenek a Culinary Workers Union szakszervezetbe. Az ARK ellenállt a szakszervezeti tagságnak, és hat éven át küzdött a vádak ellen, amelyek szerint megsértette a Nemzeti Munkaügyi Kapcsolatokról szóló törvényt, ám végül a bíróság elmarasztalta őket.
1998-ban Frank Sinatra Lucky Numbers című albuma először kizárólag a New York-New York kaszinóban került forgalomba, majd később más helyeken is megjelent. Az album egyik dala a jól ismert Theme from New York, New York.
A New York-New York projekt kezdetétől fogva az elemzők spekuláltak arról, hogy az MGM Grand vagy a Primadonna fogja megvásárolni a másik részesedését. Végül azonban, a nagy anyagi terhet jelentő vásárlás helyett, az MGM megállapodott abban, hogy teljes mértékben felvásárolja a Primadonnát, 276 millió dollár értékű részvényért cserébe, továbbá átvállalta a 336 millió dolláros adósságát. A fúzió 1999 márciusában zárult le, amivel az MGM teljes irányítást szerzett a New York-New York felett.
Az 2001-es Ocean’s Eleven – Tripla vagy semmi című filmben eredetileg szerepelt volna egy jelenet, amelyben a New York-New York kaszinót felrobbantják, de a szeptember 11-ei terrortámadások után ezt a részt eltávolították, és helyette egy képzeletbeli szálloda, a Xanadu jelent meg. A támadások után az emberek spontán tiszteletadásként különféle emléktárgyakat küldtek a New York-New Yorknak, különösen az ország különböző rendőrségi, tűzoltósági és mentőszervezeteinek pólóit. Ezeket a „Lady Liberty” (Szabadság-szobor) másolatának előtti kerítésre helyezték ki. Más adományozott tárgyak között virágok és gyertyák is voltak. Néhány nappal a támadások után több ezer ilyen emlékgyűjtemény jött össze a helyszínen. Az eredeti Világkereskedelmi Központ ikertornyai soha nem szerepeltek a szálloda felhőkarcoló-homlokzatában, amely a 1940-es évekbeli New York City-t ábrázolja; az ikertornyakat csak a 1970-es években építették. Emellett magasságuk miatt is nem illeszkedtek a dizájnba.
A 2003-ban megnyitott hivatalos szeptember 11-i emlékhelyen különböző tárgyak bemutatására szolgáló vitrinek kaptak helyet. Ezek közül néhány, például mintegy 4000 póló, a Nevada Egyetem Las Vegasi Kampuszának (UNLV) Lied Könyvtárába került archiválásra. A New York-New York tervei között szerepelt, hogy a gyűjtemény darabjait időszakosan felváltva mutatják be az üdülőhelyen, míg az oda később érkező emlékek archiválásra az UNLV-nek kerülnek átadásra. Az emlékhely kialakításánál a Marnell Corrao Associates a Vietnami Veteránok Emlékhelyéből és az Oklahoma City Nemzeti Emlékhelyéből merített ihletet. Az emlékhelyet 2013-ban lebontották, amikor az MGM nekilátott a kaszinó Las Vegas Boulevard menti homlokzatának felújításához. A lebontott helyszínen emléktáblát állítottak, míg az összegyűjtött tárgyak 2021-ig az UNLV tárolóiban maradtak. A gyűjtemény körülbelül 6000 darabot foglal magában, ezek többsége póló.
A New York-New York tulajdonjoga, akárcsak számos más MGM-ingatlané, 2016-ban az MGM Growth Propertieshez került át, miközben az MGM Resorts továbbra is bérleti szerződés alapján működtette az ingatlant. 2022-ben a Vici Properties felvásárolta az MGM Growth Properties-t, így többek között a New York-New York is a portfóliójába került.
2022 augusztusában a New York-New York bejelentette, hogy 63 millió dolláros beruházással teljes felújítást végeznek 1830 szobán és 155 lakosztályon, mely munkálatok 2023 közepéig befejeződnek.

### 2007-es lövöldözés
2007. július 6-án, éjfél után nem sokkal, Steven Zegrean lövöldözni kezdett a kaszinóban, négy személyt megsebesítve, mielőtt a jelenlévők le tudták volna fékezni. Zegrean depresszióval küzdött két sikertelen házassága és pénzügyi problémái miatt, és az volt a szándéka, hogy a rendőrökkel való összecsapásban véget vessen életének. Összesen 52 vádpontot emeltek ellene, bár ezek közül 16-ot később ejtettek. 2009-ben bűnösnek találták, és 26–90 év közötti börtönbüntetésre ítélték. Egy évvel később szívrohamban hunyt el. Az egyik sértett pert indított a kaszinó és az MGM Resorts ellen, azzal vádolva őket, hogy nem biztosították a megfelelő biztonságot.

### Bélyeghiba
A Statue of Liberty Forever bélyegző, amelyet az Egyesült Államok Postaszolgálata 2010-ben bocsátott ki, eredetileg az eredeti New York-i Szabadság-szobrot szerette volna ábrázolni a New York-i kikötőben, ám a bélyegen tévesen a New York-New York kaszinóban található másolat látható. Ez a tervezők hibájából adódott, akik véletlenül a másolatról készült archív fényképet választották az eredeti helyett, és nem ismerték fel a különbséget. A hiba felismerése után is folytatták a bélyegzők gyártását. Az Egyesült Államok Postaszolgálatának szóvivője szerint mindenképpen ezt a képet választották volna, mivel az népszerű volt, és szerették volna, ha a bélyegző vizuálisan eltér a korábbi Szabadság-szobrot ábrázoló bélyegektől.
Robert Davidson, a las vegasi szobor alkotója, 2013-ban pert indított a Postaszolgálat ellen szerzői jogi jogsértés miatt. Ügyvédei hangsúlyozták, hogy a másolat önálló műalkotás, amely tudatosan eltér az eredeti Szabadság-szobortól. 2018 júliusában egy bíróság kártérítésül 3,5 millió dollárt ítélt meg Davidsonnak.

## Tervezés

### Külső dizájn
A szálloda külső megjelenését Neal Gaskin és Ilia Bezansky tervezték, akik New Yorkba nem utaztak el, hanem részletesen tanulmányozták az útikönyveket és építészeti rajzokat. Ezzel szemben a Yates-Silverman Inc. tervezőcég nyolc hétre küldött egy csapatot, hogy megvizsgálják a város látképét.
A hotel egyetlen épületből áll, ám külseje úgy lett kialakítva, hogy több New York-i felhőkarcoló együttes látványát keltse. Az épületek mérete nagyjából az eredetinek egyharmada. A legmagasabb torony egy 47 emeletes, 161 méter magas Empire State Building-másolat, amely 2005-ig Nevada legmagasabb épülete volt; összehasonlításként az eredeti Empire State Building 102 emeletes.
A homlokzaton további ikonikus épületek is megjelennek, mint a Chrysler Building, a Manhattan Municipal Building, a New Yorker Hotel és a The Century. A hotel belső tereiben négy felhőkarcoló – az Empire State, Chrysler, Century és New Yorker Hotel – stílusát idézik meg, míg a többi külső épület belsőleg nem jelenik meg. Bár a látkép a 1940-es évekbeli New Yorkot próbálja visszaadni, több olyan épület is szerepel, amelyeket csak később fejeztek be, például a Lever House (1952), Seagram Building (1958), CBS Building (1965), 55 Water Street (1972) és 550 Madison Avenue (1984).
A külső részen egy 46 méter magas Szabadság-szobor-másolat áll a Las Vegas Boulevard és a Tropicana Avenue sarkán, lábánál tűzoltó hajók lapulnak. Emellett megtalálhatóak a Soldiers and Sailors Monument nagyított másolata, az Ellis Island fő bevándorlási épületének replikája, valamint a Grand Central Terminal is. A Las Vegas Boulevard felőli oldalon pedig egy 91 méter hosszú Brooklyn Bridge-másolat fut végig.
A New York-New York volt az egyetlen olyan szálloda a Stripen, amelynek korábban nem volt út menti hirdetőtáblája; a resort elnöke, Felix Rappaport szerint „az épület mindig is a saját reklámja volt”. Végül 2003-ban egy 10 millió dolláros, 68 méter magas táblát helyeztek ki. Egy 9 méter hosszú neonfeliratot, ami a Strip bejárata felett volt, 2014-ben bontottak el a felújítás során, majd a város Neon Múzeumának adományozták.

### Belső építészet
A belső teret a Yates-Silverman Inc. tervezte. A kaszinó különböző New York-i helyszínek hangulatát idézi, mint például a Broadway, Central Park, Greenwich Village, Times Square és Wall Street.
A kaszinó központi részét Central Parknak nevezik, ahol lámpák, műfák és egy nagy homlokzat található, amely a New York-i Tőzsde épületét ábrázolja. A magas tétes játékosok számára kialakított terület a Rockefeller Center sétányát kívánja megjeleníteni. Kockaköves ösvények vezetnek el különféle éttermek és üzletek mellett, melyek előtt hamis épülethomlokzatok láthatók. Egy ételudvart is kialakítottak, amelynek tervezésében az építész Hugh Hardy is közreműködött, és amely a Little Italy negyed hangulatát hozza vissza.

### Fogadtatás
Az 1990-es évek végén a New York-New York számos elismerést kapott a Las Vegas Review-Journal éves „Best of Las Vegas” díjkiosztóján. Többek között elnyerte a legjobb Strip-szálloda és a legjobb szállodaépítészet díját 1997-ben, majd 1998-ban a legjobb Las Vegas-i építészeti elismerést, továbbá 1999-ben a legmenőbb épület és a legjobb szállodai téma díját. Emellett 1998-ban Thea-díjat kapott a Kiemelkedő Teljesítmény kategóriában.
Paul Goldberger, a The New York Times építészeti kritikusa így fogalmazott: „Egyrészt ez a legnevetségesebb épület, amit el lehet képzelni, amely cinikusan vág arcul annak a nézetnek, hogy az idő és a történelem fontos szerepet játszik a hely megélésében. Más szemszögből azonban ez egy őszinte és lelkes tisztelgés egy Las Vegastól távoli világ előtt, amely rendkívül szórakoztató.” Benjamin Forgey, a The Washington Post kritikusa szerint a felhőkarcoló-másolatok „szó szerint hungarocellből készültek, amely acéltartóra van rögzítve – így nem igazán idézik a valódi tégla és habarcs érzetét. Ami még lényegesebb, hogy a méretarány annyira torz, hogy a hatalmas épület inkább egy óriási játék benyomását kelti.” Nicolai Ouroussoff, a Los Angeles Times kritikusa a New York-New Yorkot „furcsa, szokatlan látványnak” nevezte.

### Jogviták
Az ingatlan kialakítása több jogi vitához vezetett. 1996-ban a Domingo Cambeiro építésziroda pert indított Rogich, Advent és a projekthez kötődő további személyek ellen, azzal vádolva őket, hogy egy 1993-ban kidolgozott, New York CityCenter néven ismert bevásárlóközpont-tervüket használták fel engedély nélkül. Az iroda szerint a végső üdülőterv jelentős hasonlóságokat mutat az eredeti tervvel, és munkájukért nem kaptak kártérítést. 1998-ban egy szövetségi bíróság elutasította a keresetet, amire az iroda állami pert indított szerződésszegés és üzleti titkok jogtalan felhasználása miatt. Ugyanebben az évben egy harmadik perrel is éltek, melyre Advent így reagált: „Cambeiro éveken át pereskedéssel zaklatott, hogy egy alaptalan ügyet nyerjen meg. A kétségbeesett emberek kétségbeesett dolgokat tesznek.”
Az üdülő megnyitása után a New York-i Tőzsde (NYSE) pert indított a kaszinó belső homlokzatán megjelenő, a NYSE épületét ábrázoló stilizált másolat miatt. Emellett kifogásolták a kaszinó slot klubjának „New York $lot Exchange” nevét, illetve az „NY$E” és „New York, New York Stock Exchange” feliratokat is. Az NYSE attól tartott, hogy az üdülő használata rontja a hírnevét, mondván, hogy ezek a megjelenések „összezavarhatják vagy megtéveszthetik a közönséget, valamint lejárathatják a NYSE márkanevet azáltal, hogy nevetség tárgyává teszik”. Az üdülő jogi képviselője erre úgy válaszolt, hogy „a New York-New York tele van paródiával, ami a jog szerint védett kifejezési forma”. A bíróság az üdülő javára döntött, azonban az NYSE fellebbezett. Végül a New York-New York visszavonta a „$lot Exchange” nevet.
Nem sokkal a nyitás után az Egyesült Államok Igazságügyi Minisztériuma megállapította, hogy az üdülő több része – köztük a bejárat, a hotelszobák és a gyalogoshidak – nem felelnek meg az 1990-es Americans with Disabilities Act (ADA) előírásainak. Ennek következtében az MGM 14 kivitelező és alvállalkozó ellen indított pert a hibás munkavégzés miatt.

## Leírás

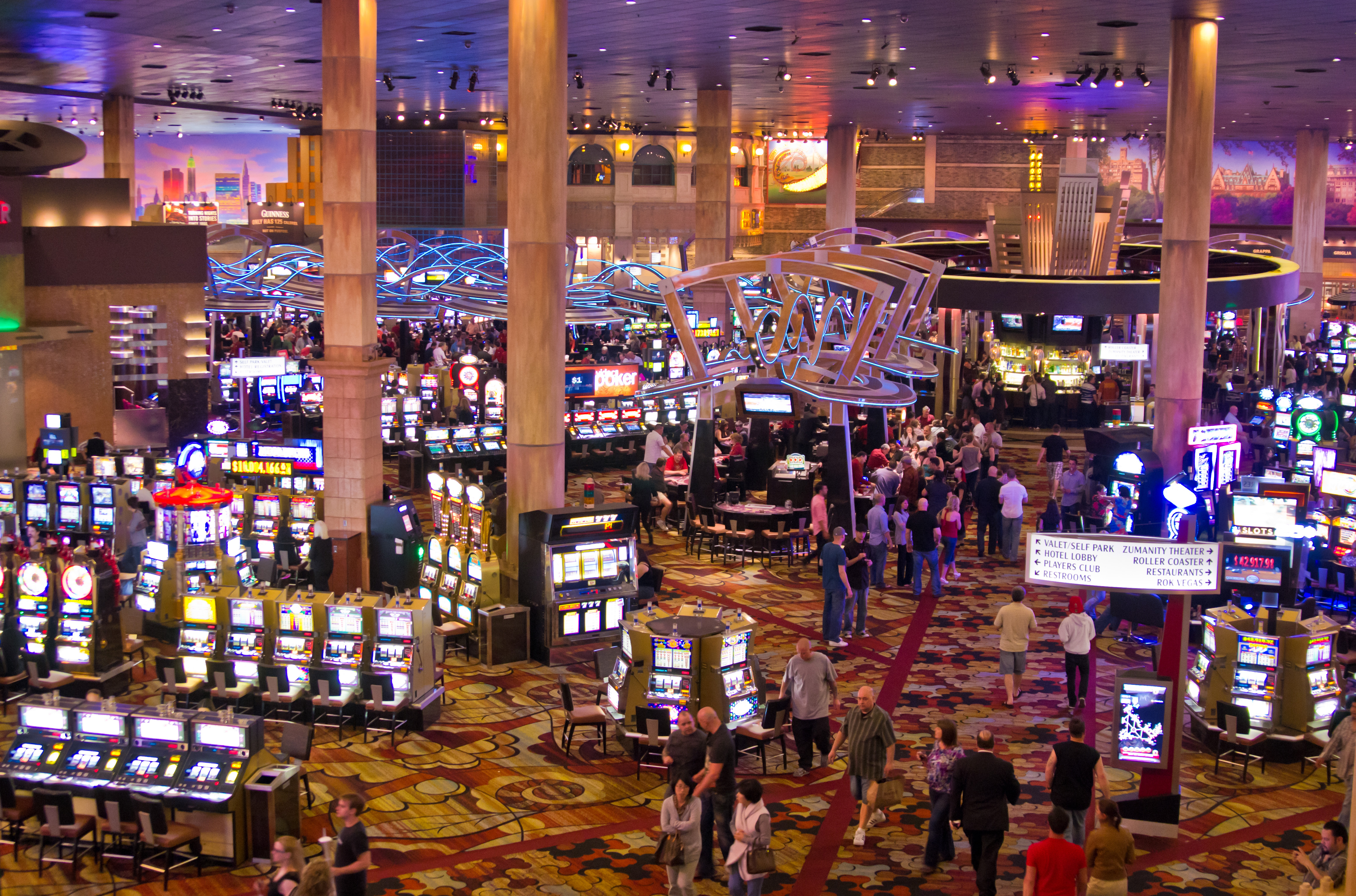
A kaszinó belső tere 2011-ben

A New York-New York kaszinója 4809 m² területű. Megnyitásakor a kaszinó 7800 m² alapterületű volt, és 2400 nyerőgépet, valamint 71 asztali játékot kínált. A hotelben összesen 2024 szoba található. Az üdülő megnyitásakor a második emeleten egy 2600 m² területű videojáték-sarok működött, amely dodzsemeket és lézerharcot is magában foglalt.
Az ingatlanhoz tartozott egy Hamilton’s nevű szivarozó társalgó is, amely az ottani többségi tulajdonos, George Hamilton színész nevét viselte. Innen rálátás nyílt a kaszinó terére, és helyet kapott benne egy üzlet, valamint egy exkluzív, Club Car nevű privát helyiség, amely egy elegáns vasúti kocsira emlékeztetett. A Hamilton’s 175 vendég befogadására volt alkalmas, míg a Club Car további 30 főnek nyújtott helyet. A szivarozó társalgót 2000 januárjában bezárták a csökkenő forgalom miatt. Ennek oka volt a szivar bárok népszerűségének visszaesése, valamint az üdülő esküvői kápolnájának bezárása, mivel a Hamilton’s gyakran adott otthont esküvői fogadásoknak is.
Az 1999-es felújítás során bővítették a konferenciaterületeket, illetve új éttermet nyitottak, emellett több mint 300 szobát korszerűsítettek. 2001-ben egy számítógépes parkolóautomatát vezettek be, hogy csökkentsék a várakozási időket.
A New York-New York négy étteremmel és egy ételudvarral nyitotta meg kapuit. Az eredeti vendéglátóhelyek közül néhány még 2016-ban is működött. Ezek között szerepel az Il Fornaio, egy olasz étterem, valamint a Chin Chin, egy ázsiai konyhát kínáló hely, amelyek mindketten kaliforniai székhelyű étteremláncokhoz tartoznak. Az eredeti éttermek közé tartozik továbbá a Gallagher’s Steak House is. A koronavírus-járvány előtti időszakra jellemző legtöbb kaszinóval szemben a New York-New York soha nem üzemeltetett büfét.
Az üdülő megnyitásakor nyílt meg a Motown Cafe és Nightclub is, amely azonban 2000-ben bezárt. Egy évvel később az ESPN Zone vette át a helyét. 2001-ben újabb vonzerőként nyílt meg a kaszinóban a Coyote Ugly Saloon is. Mindkét létesítményt az üdülő forgalmának fellendítése érdekében hozták létre, mivel a New York-New York üzleti részesedése egy időre csökkent az olyan újabb létesítmények miatt, mint a Mandalay Bay és a Paris Las Vegas. 2003 júliusában megnyílt a Nine Fine Irishman ír pub és étterem, amely a Strip egyetlen ilyen jellegű helye volt.
A Rok Vegas nevű éjszakai klub 2008 augusztusában nyitotta meg kapuit. Az ovális alakú helyiségben a plafont egy 360 fokos körbefutó televízióképernyő díszítette, amelyen különféle felvételek, például koncertek is megtekinthetők voltak. A klub széles zenei repertoárral várta a különböző érdeklődésű vendégeket, és 880 fő számára biztosított ülőhelyet. Továbbá volt színpad az előadóknak, valamint egy 190 m² alapterületű kültéri terasz a Las Vegas Strip mentén, ahol DJ-partik zajlottak. A klub 2012-ben bezárt.
Az ESPN Zone 2010-ben zárt be, majd ugyanebben az évben a helyére nyitotta meg kapuit a Sporting House Bar and Grill, mely szintén a sportra helyezte a hangsúlyt. A két szintes létesítmény több mint 130 televízióval rendelkezett sportesemények közvetítésére, és egy 60 játékot kínáló játszóterem is a vendégek rendelkezésére állt. A Sporting House 2014-ben bezárt. Ugyanebben az évben nyitotta meg első las vegasi éttermét a Shake Shack a New York-New York területén. 2015-ben pedig egy Tom’s Urban étterem három bárral bővült, amelyek mind a korábbi Sporting House helyén kaptak helyet.
A 2013–14-es homlokzatfelújítás részeként kialakították a kétszintes Hershey’s Chocolate World üzletet, amely az üzletlánc legfontosabb boltjaként működik.

### Big Apple Coaster

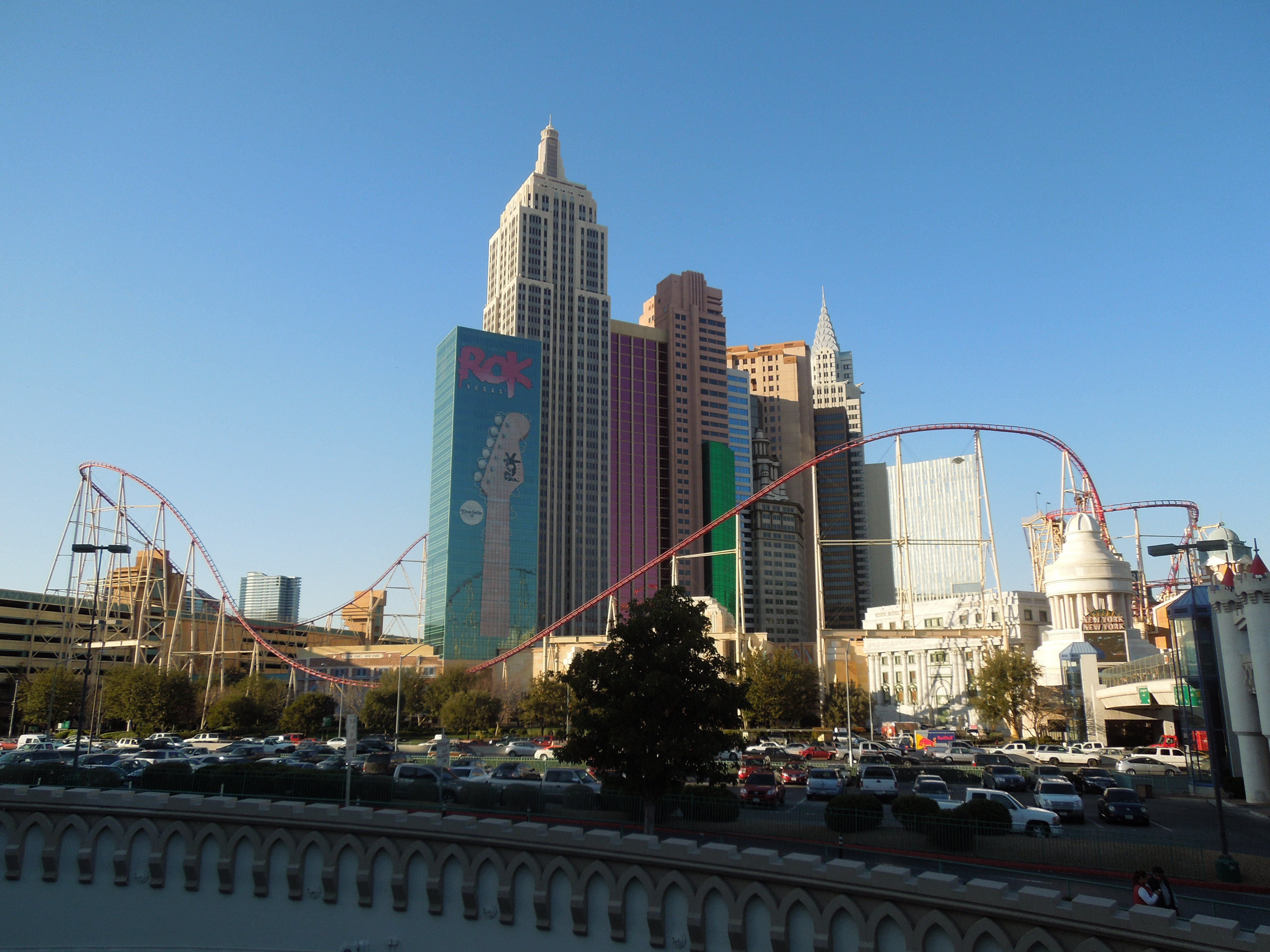
Hullámvasút pálya

A Big Apple Coaster (korábban Manhattan Express és The Roller Coaster) az ingatlan belső és külső területén közlekedik egy 1456 méter hosszú pályán. A hullámvasút 62 méter magas, legnagyobb esése 44 méter, és sebessége elérheti a 108 km/órát. Az attrakció számos fejlesztésen esett át, többek között mágneses fékrendszert kapott, valamint új szerelvényeket vezettek be. A szerelvények kialakítása a hagyományos Checker Taxi megjelenését idézi.
A hullámvasút az üdülőhely megnyitásával egy időben nyitott meg, Manhattan Express néven. A TOGO japán gyártó által tervezett hullámvasút műszaki különlegessége, hogy világszerte mindössze két olyan pálya közé tartozik, amely ún. szívvonalas fordulót („heartline roll”, más néven „heartline twist”) és zuhanó elemet („dive”) is tartalmaz.

## Műsorok és előadók
A MADhattan egy 7,5 millió dolláros látványos műsor volt, amelyet 1997 júniusában mutattak be, és melyben New York utcai előadói vettek részt. Az előadást Kenneth Feld készítette, akinek ez az elképzelése három évvel korábbi. A show a New Yorkban korábban rövid ideig futó Street Songs című revü átdolgozása volt. A MADhattan szereplői között énekesek és táncosok is feltűntek, a díszletek pedig New York városának különféle részeit jelenítették meg. A kezdeti jegyeladások nem voltak kielégítőek, ezért a produkciót átdolgozták, és új reklámkampányt indítottak. Az előadást 1998 májusában, a gyenge kereslet miatt leállították. Helyére a Lord of the Dance, egy ír stepdance-show lépett, amely 1998 júliusában nyílt meg, és négy éven keresztül, összesen 2000 alkalommal volt látható.
Rita Rudner humorista 2001 áprilisában kezdte meg fellépéseit az üdülőben, a frissen kialakított Cabaret Theatre nevű helyszínen. A helyszínt 2004-ben megújították: moziszerűen emelkedő ülőhelyeket alakítottak ki benne, amelyek jobb rálátást biztosítanak a színpadra. Rudner 2006-ban zárta le a műsorát, amely során több mint 600 000 jegyet értékesített, és összesen 35 millió dollár bevételt értek el.
A Cirque du Soleil felnőtt témájú műsora, a Zumanity 2003-ban debütált a New York-New York szállodában, leváltva ezzel a Lord of the Dance előadást. Ez volt a Cirque du Soleil harmadik állandó produkciója a Las Vegas-völgyben, egyben az első, amely kifejezetten felnőtt közönségnek készült. Az előadás kizárólag 18 éven felüli nézők számára volt látogatható, így ez volt az egyetlen állandó Cirque-show, ahol életkori korlátozást vezettek be. A színházat kabaré stílusban rendezték be, kanapékkal és bárszékekkel kiegészítve a hagyományos nézőtéri üléseket. A Zumanity hosszú ideig nagy sikert aratott, több mint 7700 alkalommal léptek fel vele. Az utolsó előadást 2020. március 14-én tartották, majd a Covid19-világjárvány miatt a show bezárt, és a Cirque du Soleil később bejelentette, hogy a megszűnés végleges.
2012-ben David King producer bérbe vette a korábbi Rok Vegas helyszínt, és Broadway Theatre néven egy 200 férőhelyes színházat nyitott, ahol több, általa készített műsort mutattak be. Ezek közé tartozott a Dancing Queen című előadás is, amely az ABBA slágereit dolgozta fel. A Broadway Theatre és a hozzá kapcsolódó előadások 2013 júliusában zártak be, majd a színházat az üdülő homlokzatának felújítása kapcsán lebontották.
2021-ben Terry Fator hasbeszélő művész, rövid ideig a korábbi Zumanity színházban lépett fel. Az év későbbi részében műsorát áthelyezte az üdülő Liberty Loft nevű rendezvényterébe, amely egyben kilátást nyújt a sportfogadási részlegre is.
A Cirque du Soleil új produkciója, a Mad Apple, 2022. május 26-án debütált. A műsorban különféle előadók szerepelnek, többek között énekesek és humoristák. A show helyszíne a megújult, korábbi Zumanity színház, mely 1200 néző befogadására alkalmas.

## Galéria

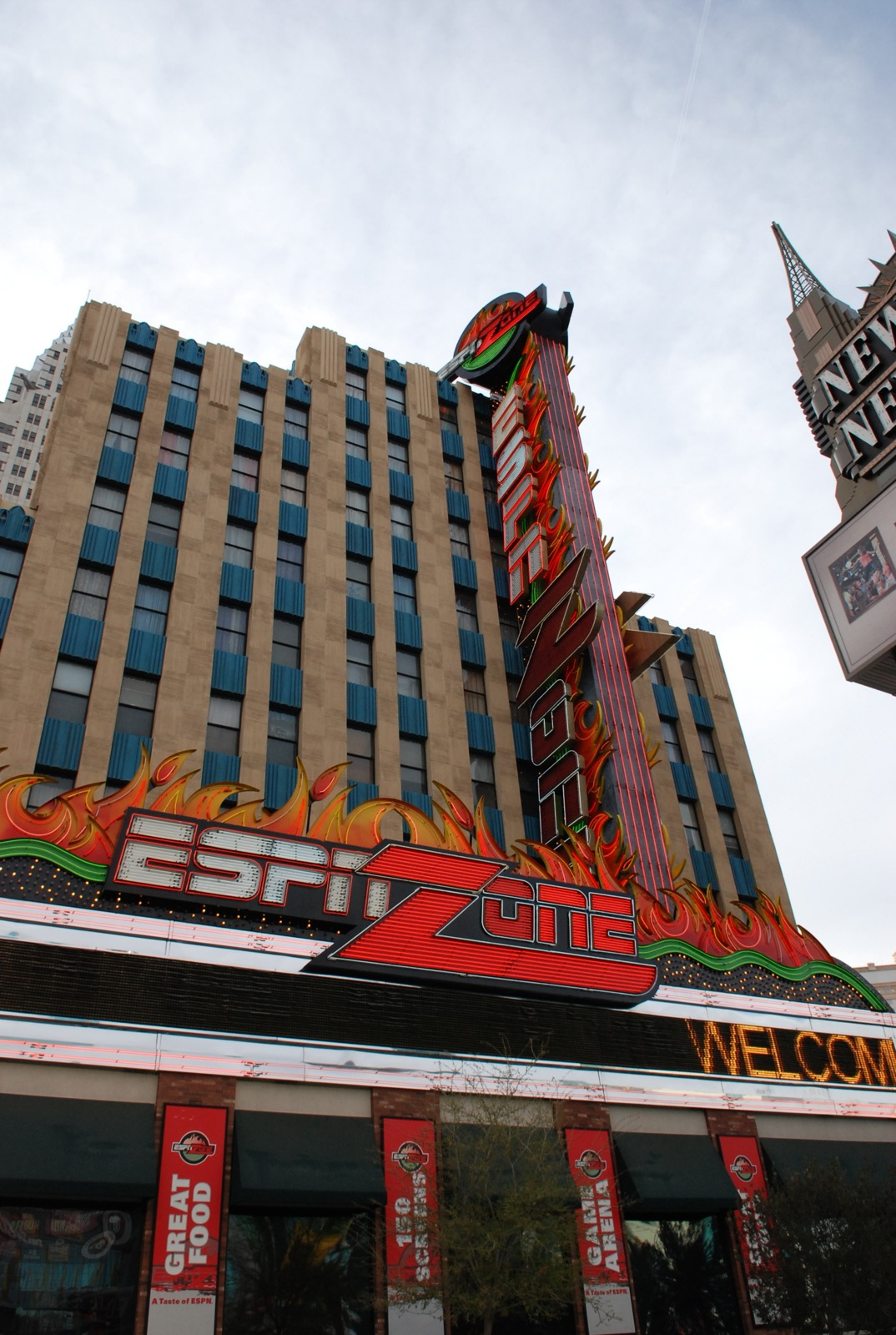
Az ESPN Zone 2007-ben
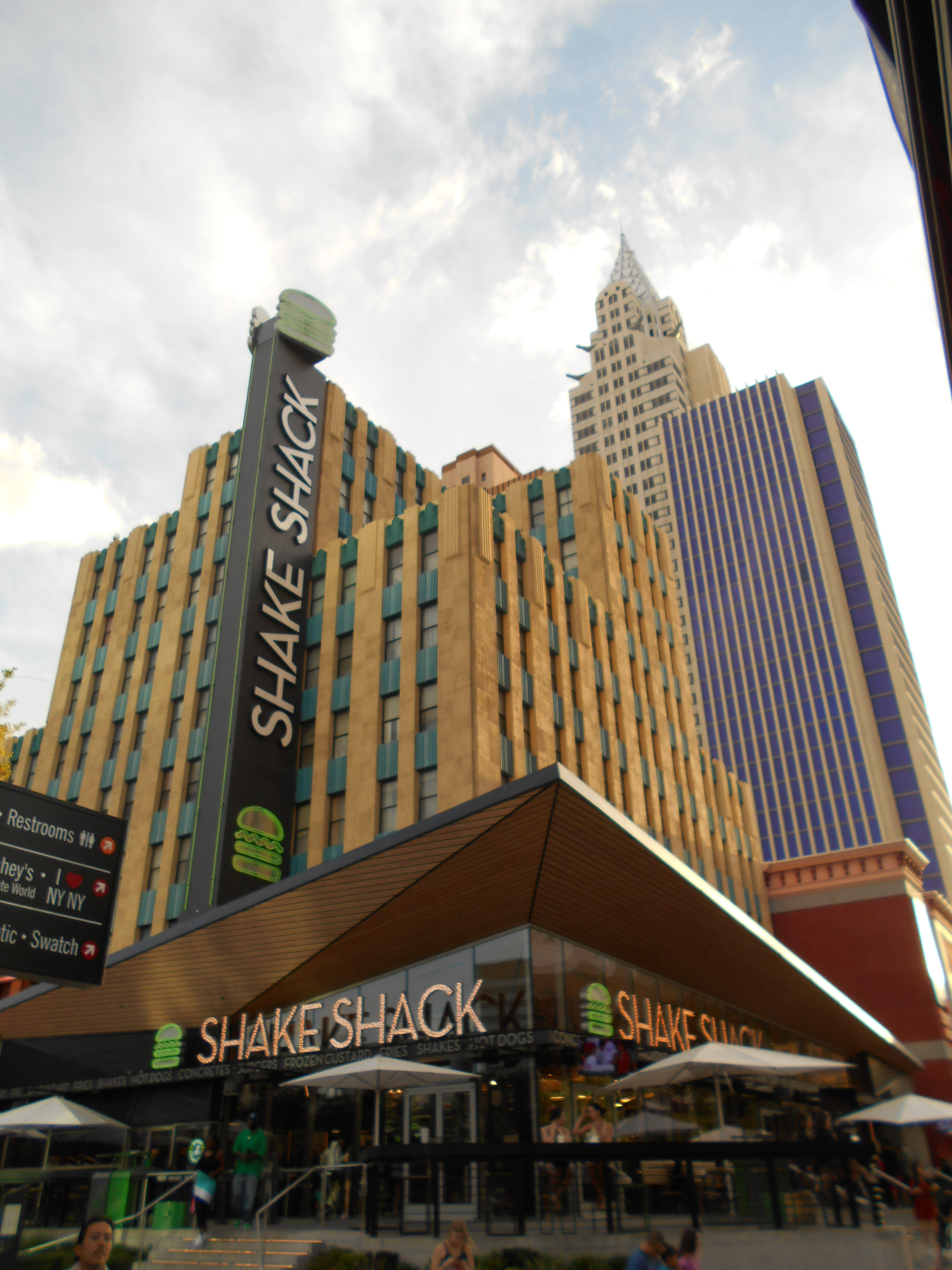
Shake Shack 2017-ben
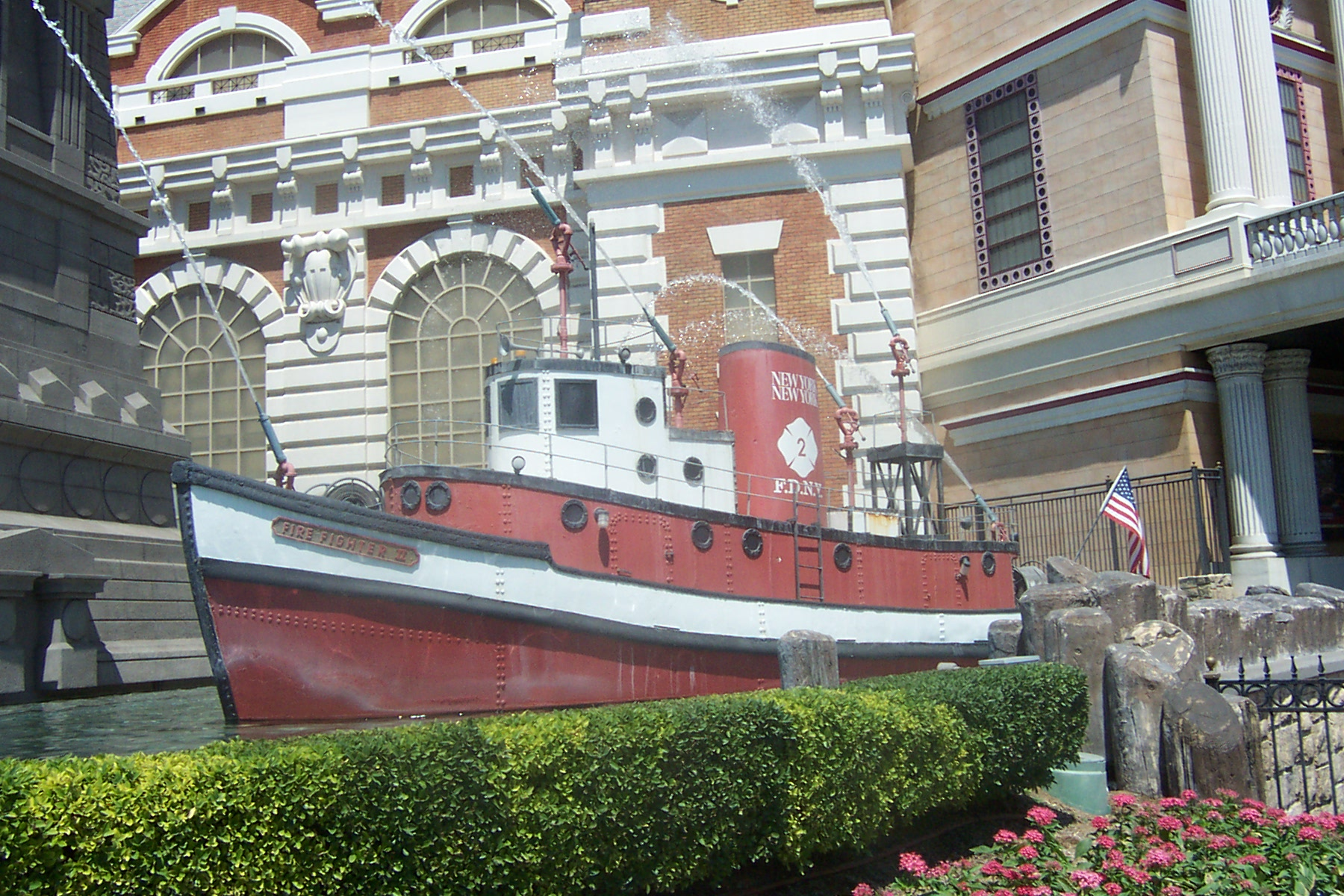
A New York-i tűzoltóság tűzoltóhajójának másolata a hotel előtti szökőkútban (2006)
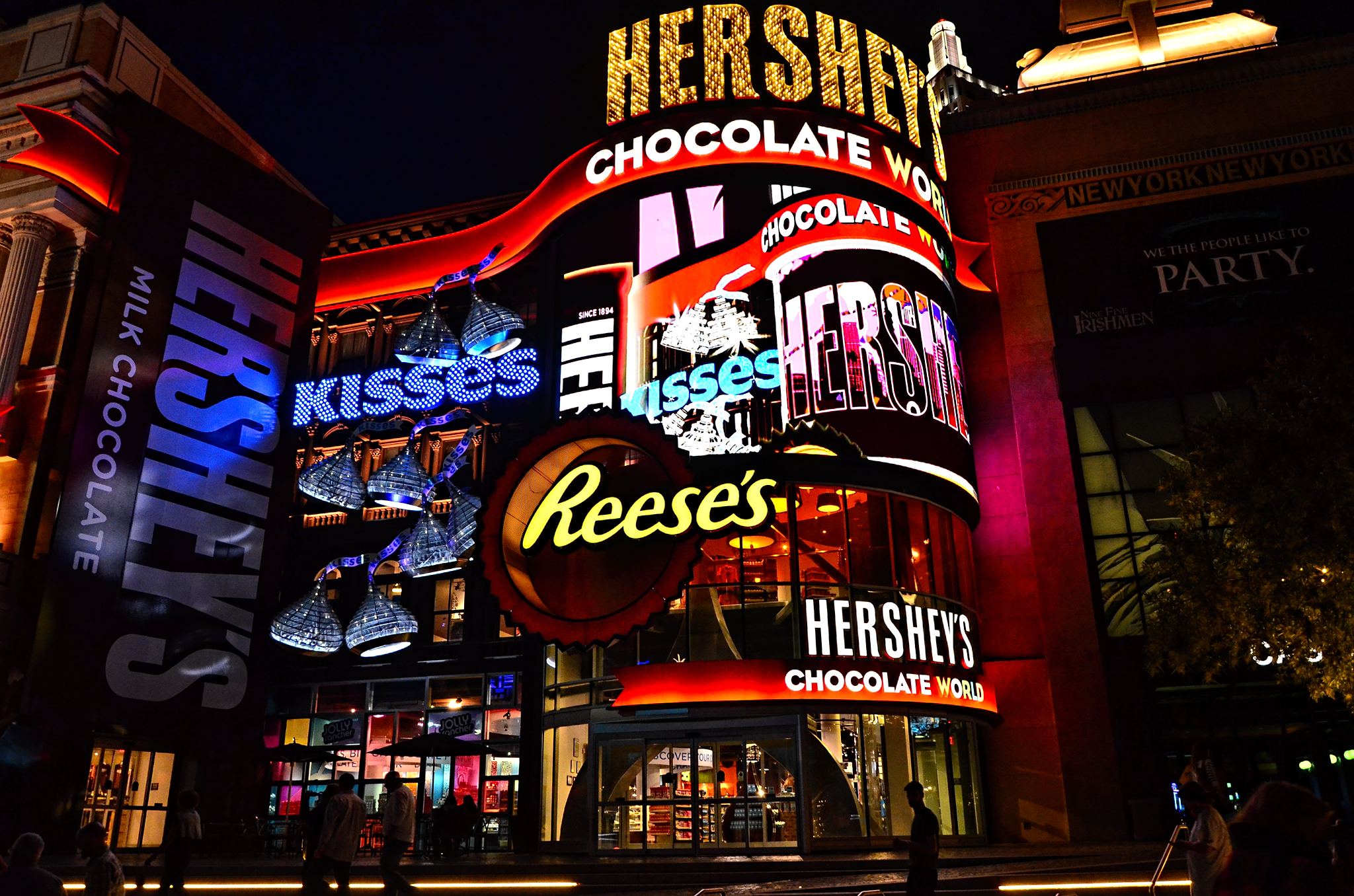
Hershey’s Chocolate World
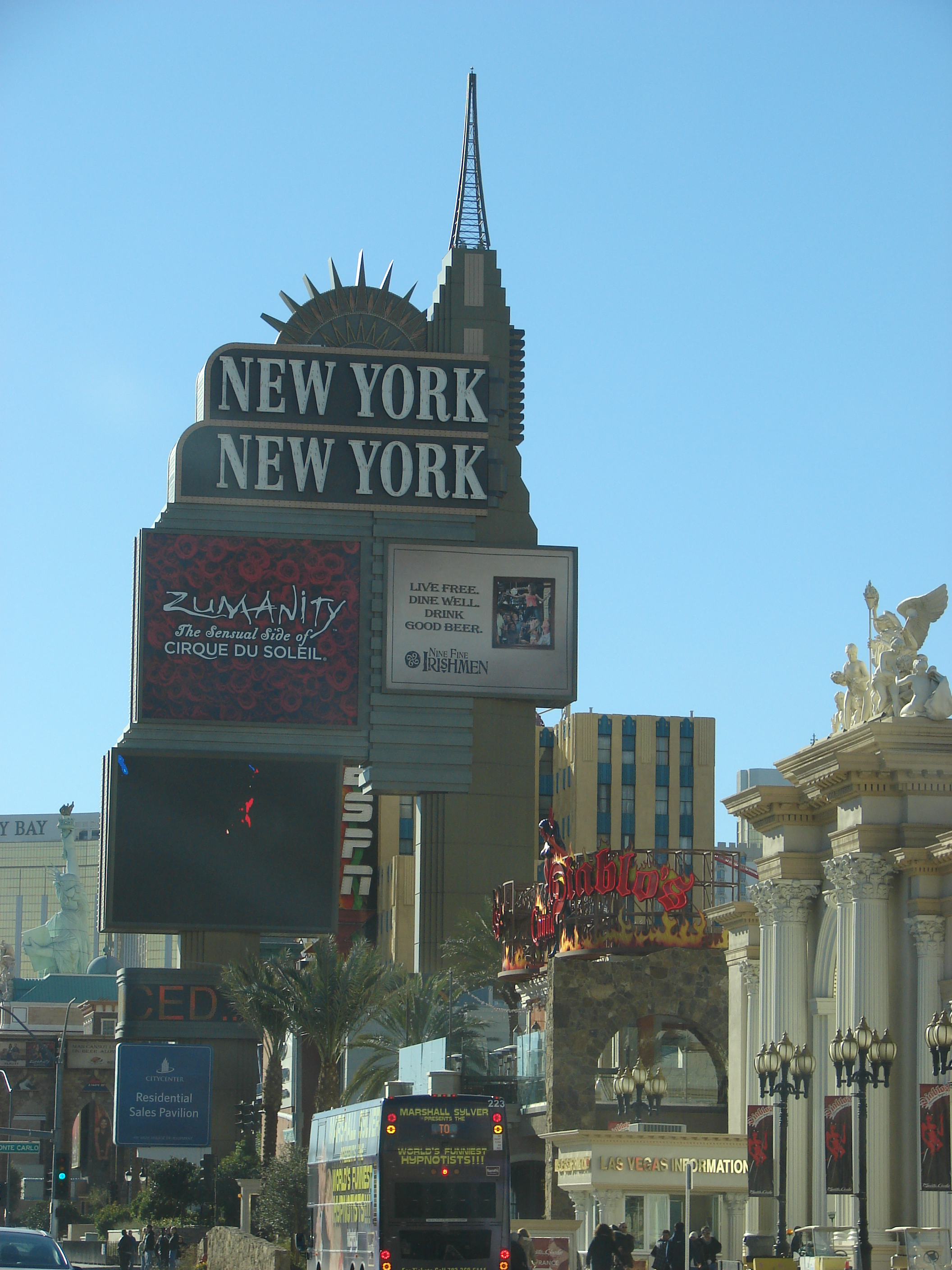
2003-ban felállított út menti hirdetőtábla
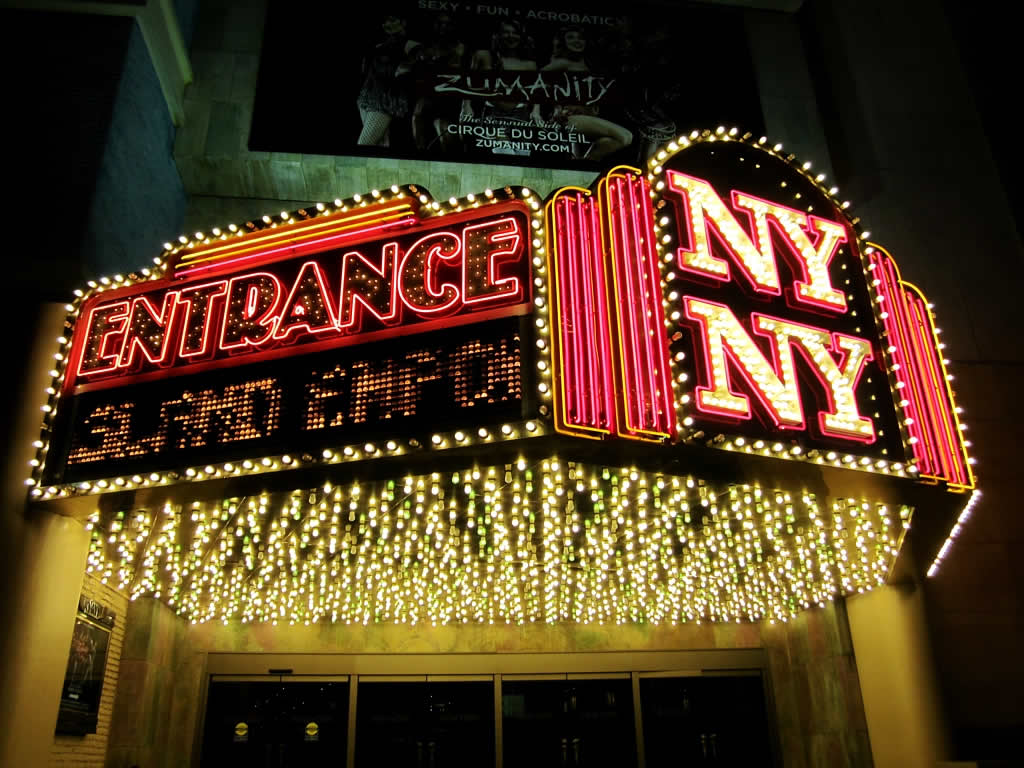
Neontábla a bejáratnál, amelyet 2014-ben adományoztak a Neon Múzeumnak
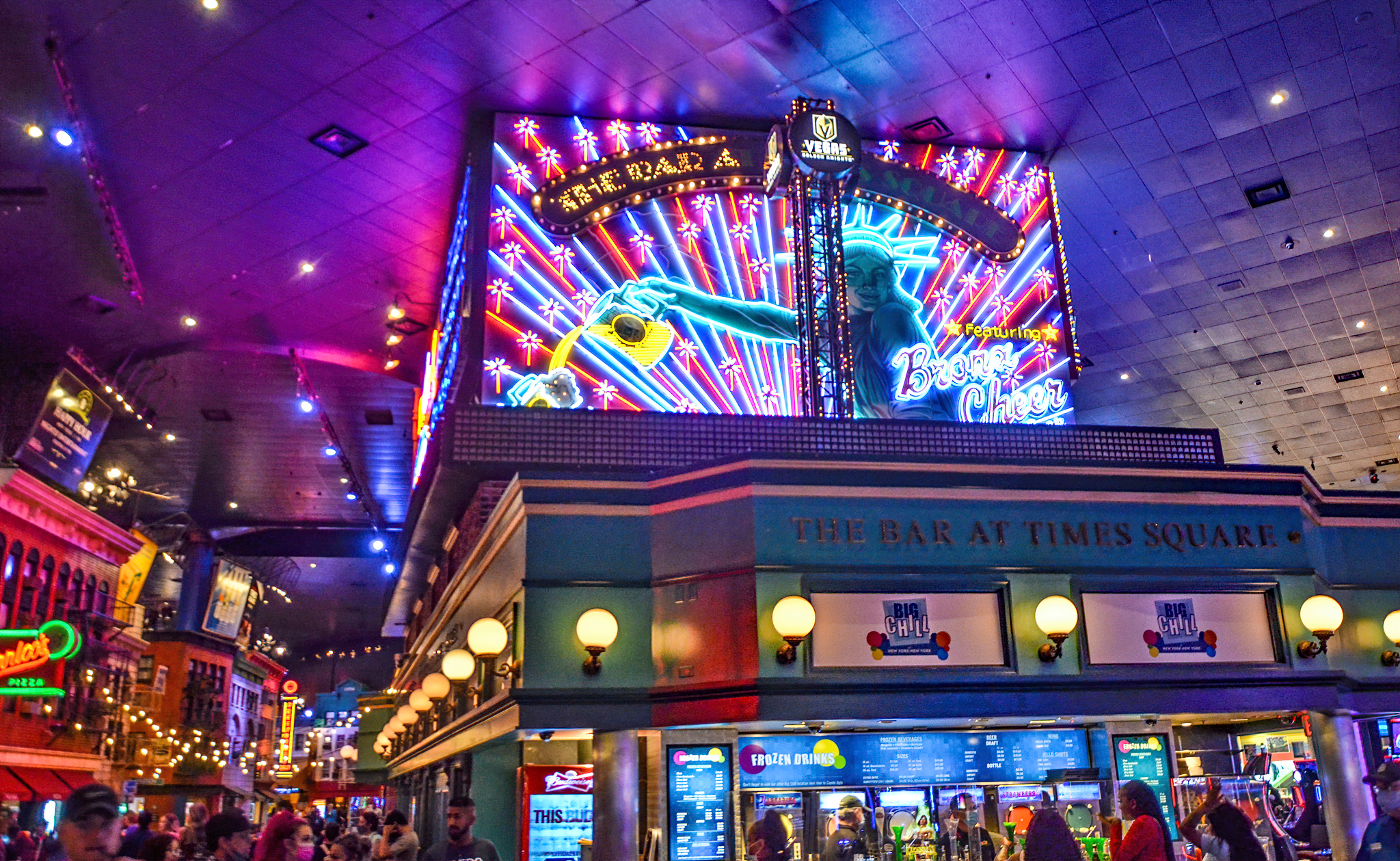
The Bar at Times Square

## Fordítás
- Ez a szócikk részben vagy egészben  a   New York-New York Hotel and Casino című angol Wikipédia-szócikk fordításán alapul.  Az eredeti cikk szerkesztőit annak laptörténete sorolja fel. Ez a jelzés csupán a megfogalmazás eredetét és a szerzői jogokat jelzi, nem szolgál a cikkben szereplő információk forrásmegjelöléseként.